# A kísértés (Bűbájos boszorkák)

## Cselekmény
Brendan az apja után warlock, s az anyja után ember. Egész életében azért küzdött, hogy legyőzze a gonosz énjét és ellenálljon a két warlock testvérének. Megszökik otthonról, és a templomba menekül, hogy pappá avattassa magát. Csak így szabadulhat meg örökre az apai örökségtől. A testvérei meg akarják ezt akadályozni, mert szükségük van Brendan-ra ahhoz, hogy megvalósuljon a Rowe Sámánok Szövetsége, és ezáltal, a világ legerősebb varázslóivá váljanak. Prue, Brendan segítségére siet, és meggyőzi a húgait, hogy most egy warlock az ártatlan, akit meg kell menteni.